# ارزیابی اطلاعات
ارزیابی اطلاعات یکی از مراحل مشخص در چرخه اطلاعات است که به تدوین پیش‌بینی‌های رفتاری یا پیشنهاد مسیرهای اقدام برای رهبران یک سازمان می‌پردازد. این ارزیابی بر پایه طیف گسترده‌ای از اطلاعات آشکار (overt) و پنهان (covert) انجام می‌شود که به آن‌ها معمولاً اطلاعات (intel) نیز گفته می‌شود.
این مرحله از چرخه اطلاعات، به رهبران کمک می‌کند تا تصمیم‌گیری‌های آگاهانه‌تری داشته باشند و سیاست‌ها یا واکنش‌های خود را بر پایه تحلیل‌های مبتنی بر داده شکل دهند.
دو نوع اصلی از ارزیابی اطلاعات وجود دارد:
در ابتدای چرخه اطلاعاتی و در مرحله‌ای به نام جهت‌دهی – که به آن برنامه‌ریزی یا مأموریت‌گذاری نیز گفته می‌شود –
افسران اطلاعاتی اقدام به ارزیابی اطلاعات پیشین می‌کنند،
شکاف‌های اطلاعاتی را شناسایی کرده،
و مشخص می‌کنند که چه اطلاعات جدیدی مورد نیاز است.
ارزیابی اطلاعاتی همچنین در انتهای چرخه اطلاعاتی و در مرحله تحلیل و تولید نیز انجام می‌گیرد.
این مرحله پس از گردآوری و پردازش اطلاعات انجام می‌شود و پیش از ارائه اطلاعات به سیاست‌گذاران قرار دارد.
ارزیابی‌های اطلاعاتی در پاسخ به نیازهای اعلام‌شده توسط رهبری یا فرماندهی تهیه می‌شوند تا به فرآیند تصمیم‌گیری کمک کنند. این ارزیابی‌ها ممکن است به نمایندگی از یک حکومت، نهاد نظامی یا سازمان تجاری انجام شوند که هرکدام به طیفی از منابع اطلاعاتی خاص خود دسترسی دارند.
یک ارزیابی اطلاعاتی، اطلاعات موجود و ارزیابی‌های پیشین را از نظر مرتبط بودن و به‌روز بودن مورد بازبینی قرار می‌دهد.
اگر نیاز به اطلاعات بیشتری وجود داشته باشد، تحلیل‌گر اطلاعاتی ممکن است فرآیند جمع‌آوری اطلاعات جدیدی را هدایت یا درخواست کند.

## فرایند

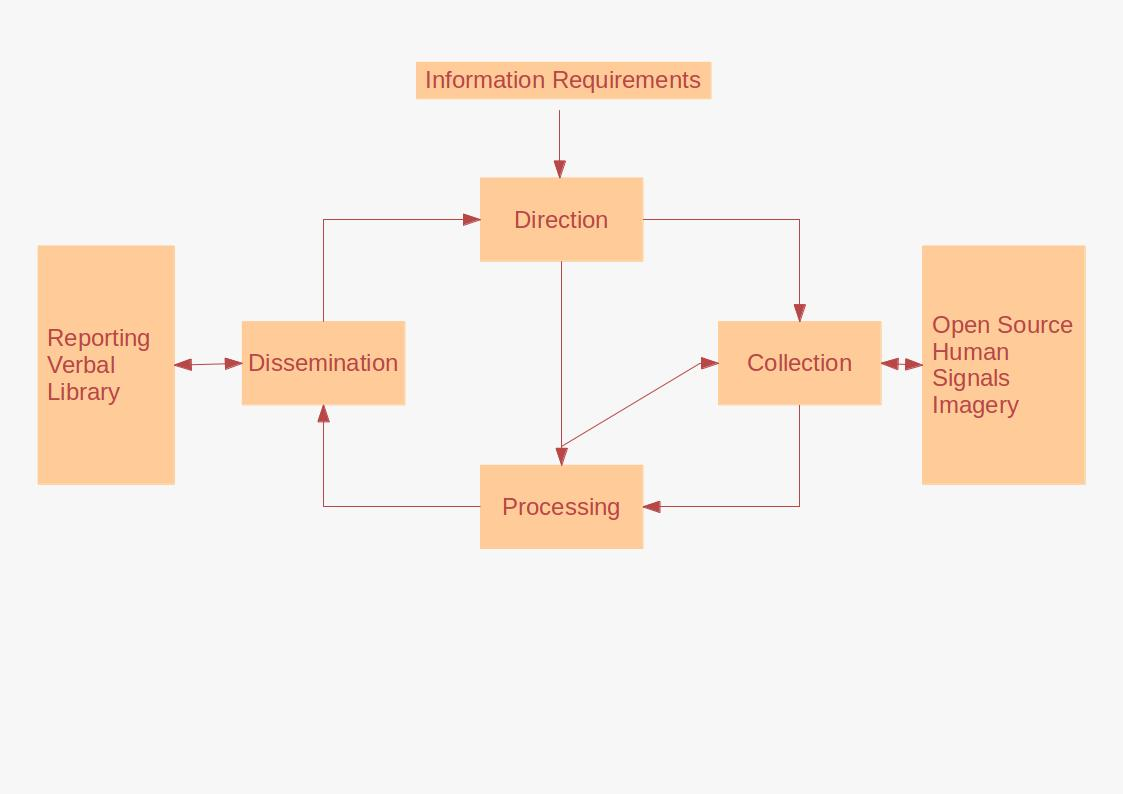
چرخه اطلاعات

ارزیابی اطلاعاتی بر پایه یک نیاز یا درخواست مشتری انجام می‌شود که ممکن است یک نیاز دائمی باشد یا متناسب با یک شرایط خاص یا درخواست اطلاعات تنظیم شده باشد. «نیاز» به سازمان ارزیاب منتقل شده و از طریق چرخه اطلاعاتی، که روشی ساختاریافته برای پاسخگویی به درخواست اطلاعات است، پردازش می‌شود.
درخواست اطلاعات ممکن است مشخص کند که درخواست‌کننده ترجیح می‌دهد محصول اطلاعاتی را در چه قالبی دریافت کند.
درخواست اطلاعات توسط مدیر نیازها بررسی می‌شود که سپس وظایف مناسب را برای پاسخگویی به درخواست هدایت خواهد کرد. این کار ممکن است شامل بررسی مطالب موجود، وظیفه‌دهی برای تولید محصول تحلیلی جدید یا جمع‌آوری اطلاعات جدید برای تحلیل باشد.
اطلاعات جدید ممکن است از طریق یک یا چندین روش گردآوری، شامل منبع انسانی، شنود الکترونیک، اطلاعات تصویری یا اطلاعات منبع‌باز گردآوری شوند. ماهیت درخواست اطلاعات و فوریتی که برای آن در نظر گرفته می‌شود ممکن است نشان دهد که برخی از روش‌های گردآوری به دلیل زمان‌بر بودن گردآوری یا راستی‌آزمایی اطلاعات مناسب نیستند. روش‌ها و منابع گردآوری اطلاعات اغلب بسیار طبقه‌بندی‌شده و تقسیم‌بندی‌شده هستند و تحلیل‌گران برای دسترسی به آن‌ها نیاز به سطح بالایی از مجوز امنیتی دارند.
فرایند گرفتن اطلاعات شناخته‌شده درباره موقعیت‌ها و نهادهای مرتبط با درخواست اطلاعات، مشخص‌کردن آنچه که شناخته شده و تلاش برای پیش‌بینی رویدادهای آینده، با عنوان اطلاعات همه‌منبع یا پردازش شناخته می‌شود. تحلیل‌گر از منابع مختلف برای تأیید متقابل یا رد اطلاعات گردآوری‌شده استفاده می‌کند و به نتیجه‌ای همراه با میزان اطمینان مشخص می‌رسد.
در مواردی که اطلاعات جاری به اندازه کافی وجود دارد، ممکن است تحلیل مستقیماً بدون نیاز به گردآوری بیشتر انجام شود.
تحلیل سپس در قالب مشخص‌شده به درخواست‌کننده ارسال می‌شود، اما با توجه به محدودیت‌های درخواست اطلاعات و روش‌های استفاده‌شده در تحلیل، ممکن است در قالب‌های دیگر نیز برای استفاده‌های دیگر منتشر شود. تحلیل در سطح طبقه‌بندی‌شده خاصی نوشته می‌شود و نسخه‌های جایگزین آن ممکن است در سطوح مختلف طبقه‌بندی‌شده برای انتشار بیشتر نیز در دسترس باشند.

## چرخه اطلاعاتی هدف‌محور

### چرخه F3EA

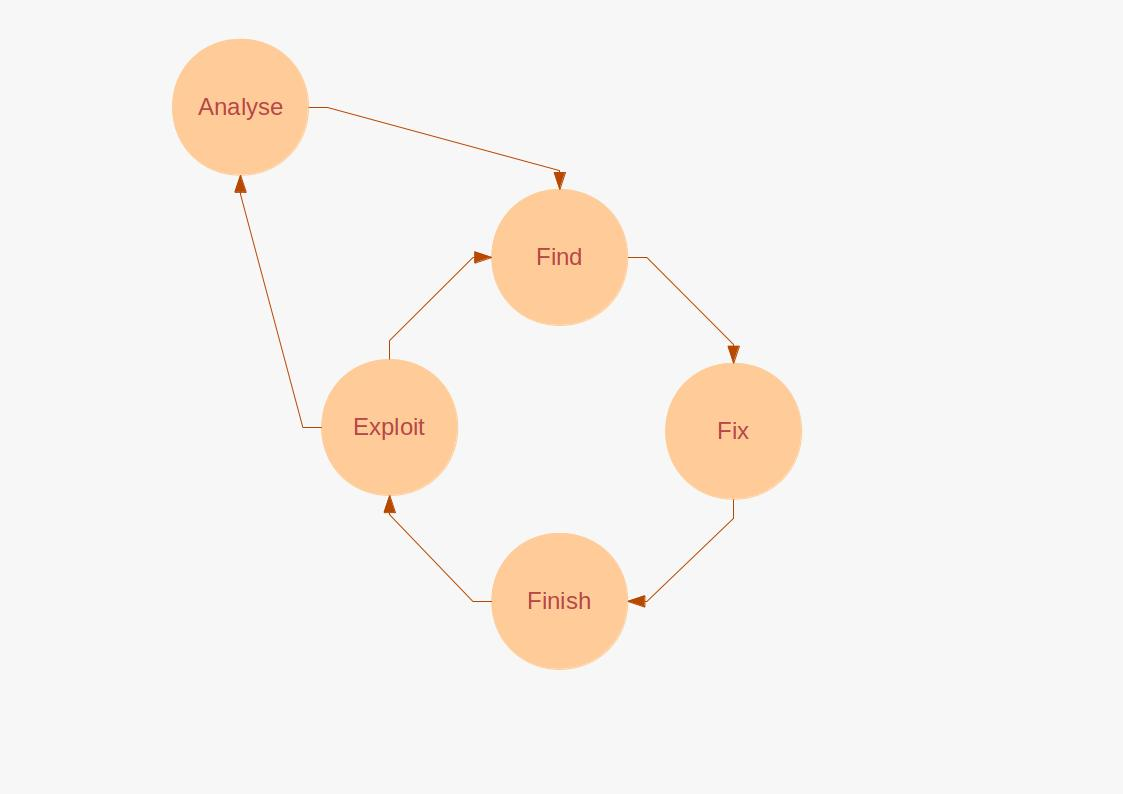
چرخه اطلاعاتی هدف‌محور

این رویکرد که با عنوان یافتن–ثابت‌سازی–پایان–بهره‌برداری–ارزیابی (F3EA) شناخته می‌شود، مکمل چرخه اطلاعاتی سنتی بوده و بر خود مداخله متمرکز است. زمانی که موضوع ارزیابی به‌طور مشخص قابل شناسایی است و امکان انجام نوعی مداخله علیه آن وجود دارد، از رویکرد ارزیابی هدف‌محور استفاده می‌شود.
- یافتن
  - هدف مورد نظر برای اقدام شناسایی می‌شود و تلاش اولیه برای یافتن هدف به‌منظور توسعه بیشتر آن صورت می‌گیرد. این مرحله مشخص می‌کند که در کجا مداخله علیه هدف بیشترین اثر مثبت را خواهد داشت.[۱۴]
- ثابت‌سازی
  - پس از اتخاذ تصمیم برای مداخله، اقداماتی انجام می‌شود تا هدف ثابت شود؛ به‌عبارت دیگر، اطمینان حاصل می‌شود که مداخله با احتمال بالای موفقیت انجام می‌شود و توانایی هدف برای اقدامات مستقل محدود می‌گردد.[۱۴]
- پایان
  - در مرحله پایان، مداخله اجرا می‌شود؛ که ممکن است شامل بازداشت، توقیف یا به‌کارگیری سایر روش‌های گردآوری اطلاعات باشد.[۱۴]
- بهره‌برداری
  - پس از مداخله، مرحله بهره‌برداری از هدف انجام می‌شود که ممکن است به بهبود روند برای اهداف مرتبط منجر شود. نتایج حاصل از این مرحله همچنین به فعالیت‌های دیگر ارزیابی اطلاعاتی منتقل می‌شود.[۱۴]

### چرخه F3EAD
چرخه F3EAD — یافتن، ثابت‌سازی، پایان، بهره‌برداری، تحلیل و انتشار — یک چرخه اطلاعاتی جایگزین است که معمولاً در نیروهای نظامی غربی مورد استفاده قرار می‌گیرد، به‌ویژه در عملیاتی که به اقدام کشنده می‌انجامند، مانند حملات پهپادی و مأموریت‌های نیروهای ویژه.
- تحلیل
  - اطلاعات گردآوری‌شده مورد تحلیل قرار می‌گیرند تا الگوها شناسایی، اعتبار منابع سنجیده و گزارش‌های اطلاعاتی تولید شوند.[۱۶]
- انتشار
  - خروجی مرحله بهره‌برداری به ذی‌نفعان اصلی و سایر فعالیت‌های ارزیابی اطلاعاتی منتشر می‌شود.[۱۷]

## نظریه چرخه اطلاعات اطلاعاتی در سراسر جهان

### جامعه اطلاعاتی ایالات متحده
جامعه اطلاعاتی ایالات متحده (IC) از یک چرخه اطلاعاتی ساختارمند شش‌مرحله‌ای پیروی می‌کند:
- برنامه‌ریزی و هدایت[۱۸]
- گردآوری (جاسوسی)[۱۸]
- پردازش و بهره‌برداری[۱۸]
- تحلیل و تولید[۱۸]
- انتشار و بازخورد[۱۸]

این جامعه به‌شدت به گردآوری فناورانه (شامل شنود الکترونیک، اطلاعات تصویری، اطلاعات اندازه‌گیری و امضایی) در کنار اطلاعات انسانی (گردآوری اطلاعات) متکی است.
تحلیل به‌صورت متمرکز از طریق نهادهایی مانند CIA، DIA و NSA انجام می‌شود، اما انتشار اطلاعات به‌صورت ساختاریافته از طریق جلسات توجیهی امنیت ملی صورت می‌گیرد.
چرخه اطلاعات اطلاعاتی با بهره‌گیری از نظریه محرمانگی و قوانین ایالات متحده درباره اطلاعات طبقه‌بندی‌شده، چرخه اطلاعاتی سنتی را بر اساس چهار فرض بازتعریف می‌کند:
1. اطلاعات، داده‌ای محرمانه است
2. اطلاعات یک کالای عمومی است
3. اطلاعات به‌صورت چرخه‌ای حرکت می‌کند
4. اطلاعات انباشته می‌شود

اطلاعات از وضعیت شخصی به محرمانه و سپس به عمومی تبدیل می‌شود، بسته به اینکه چه کسی کنترل آن را در اختیار دارد. برای مثال، اطلاعات شخصی یک منبع زمانی به اطلاعات محرمانه (اطلاعات) تبدیل می‌شود که کنترل انتشار آن با یک افسر اطلاعاتی به اشتراک گذاشته شود، و سپس زمانی به اطلاعات عمومی تبدیل می‌شود که آن افسر اطلاعاتی از طریق گزارش رسمی، هشدار تهدید یا سایر روش‌ها آن را منتشر کند. فرض چهارم، که اطلاعات انباشته می‌شود، نقاط تعارضی را ایجاد می‌کند که در آن‌ها اطلاعات از یک نوع به نوع دیگر تغییر می‌یابد. نقطه تعارض اول، جمع‌آوری، زمانی رخ می‌دهد که اطلاعات شخصی به اطلاعات محرمانه تبدیل می‌شود. نقطه تعارض دوم، انتشار، زمانی است که اطلاعات محرمانه به اطلاعات عمومی تبدیل می‌شود. بنابراین، درک اطلاعات بر اساس این فرضیات، دلیل استفاده از تکنیک‌های گردآوری (برای تسهیل انتقال از شخصی به محرمانه) و چالش‌های انتشار را روشن می‌سازد و می‌تواند استانداردهای اخلاقی رفتاری برای تمامی عوامل در فرایند اطلاعاتی تعریف کند.

### بریتانیا
فرایند اطلاعاتی در بریتانیا مشابه اما اغلب کمتر بوروکراتیک است. ام‌آی۶ (SIS) بر اطلاعات انسانی متمرکز است، ستاد ارتباطات دولت مسئول شنود الکترونیک است و ام‌آی۵ بر امنیت داخلی تمرکز دارد. کمیته مشترک اطلاعات بریتانیا نقش کلیدی در ارزیابی اطلاعات برای سیاست‌گذاران دارد، در حالی که آژانس‌ها به‌طور مستقل این کار را انجام نمی‌دهند.

### روسیه (FSB/GRU/SVR)
رویکرد اطلاعاتی روسیه بیشتر از همتایان غربی، اطلاعات را مستقیماً در اقدامات فعال (فریب، خرابکاری، و اطلاعات نادرست) ادغام می‌کند. تحلیل و انتشار اطلاعات تمایل به تمرکزگرایی بیشتری دارد و اطلاعات مستقیماً در تصمیم‌گیری‌های راهبردی کرملین مورد استفاده قرار می‌گیرد.

### چین (وزارت امنیت دولت و اطلاعات نظامی)
وزارت امنیت کشور (چین) (MSS) و واحدهای اطلاعات نظامی بر جمع‌آوری اطلاعات راهبردی بلندمدت تمرکز دارند، به‌ویژه در زمینه جاسوسی صنعتی و جنگ سایبری. پیوند میان اطلاعات و سیاست‌گذاری در این کشور قوی‌تر است و حزب کمونیست چین کنترل سخت‌گیرانه‌ای بر این روند دارد.

### فرانسه (DGSE و DRM)
چرخه اطلاعاتی فرانسه شباهت زیادی به مدل‌های ایالات متحده و بریتانیا دارد، اما تمرکز بیشتری بر اطلاعات اقتصادی برای حمایت از صنایع ملی دیده می‌شود. به مأموران میدانی اختیار بیشتری داده می‌شود تا اطلاعات را در زمان واقعی گردآوری و ارزیابی کنند، بدون نظارت مرکزی بیش‌ازحد.

### اسرائیل (موساد، آمان، شین‌بت)
عملیات اطلاعاتی در اسرائیل به‌شدت عملیاتی و یکپارچه هستند، به‌طوری که چرخه اطلاعاتی اغلب برخی مراحل را رد می‌کند (مثلاً گردآوری ممکن است فوراً به اقدام مستقیم مانند ترور یا حمله پیش‌دستانه منجر شود). اطلاعات برای سناریوهای واکنش سریع طراحی شده‌اند، با توجه به تهدیدهای امنیتی موجود علیه این کشور.

## پیوندهای بیرونی
- ادبیات اطلاعاتی: فهرست خواندنی‌های پیشنهادی (CIA)
- ادبیات اطلاعاتی: کتابشناسی منابع، همراه با مقالات، نقدها و دیدگاه‌ها توسط جی. رنسوم کلارک، استاد ممتاز علوم سیاسی کالج ماسکینگام